# محمد ستاری
سیدمحمد ستاری اقبالی (زاده ۸ آبان ۱۳۷۲ در تهران) بازیکن فوتبال اهل ایران است که در پست مدافع چپ برای باشگاه فوتبال سایپا بازی می‌کند.

## افتخارات
- لیگ برتر
- نایب قهرمانی در لیگ برتر ۹۷–۱۳۹۶ به همراه تیم ذوب‌آهن اصفهان
- سوپر جام
- قهرمانی در سوپر جام ۱۳۹۵ به همراه تیم ذوب‌آهن اصفهان